# Diminutie (muziek)

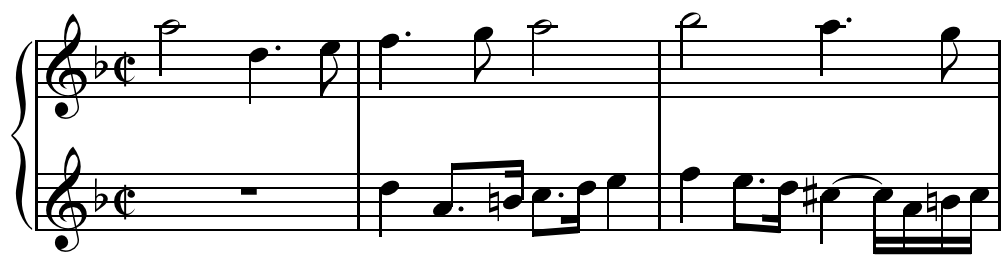
Voorbeeld van diminutie uit Die Kunst der Fuge (Contrapunctus VII) van Johann Sebastian Bach
De tweede stem (comes) is in notenwaarden tweemaal zo snel als de eerste (dux).

Diminutie is in de muziektheorie een term die aangeeft dat een thema of melodie in 'de verkleining' voorkomt. De tegenhanger van diminutie is augmentatie ('vergroting'). De techniek van augmentatie en diminutie komt frequent voor in barokmuziek. Soms komt het fenomeen ook in latere stijlen voor.

## Voorbeelden
- De aanvankelijke vier tonen in diminutie worden, door de lengte der tonen tweemaal zo kort te maken:
- Ook andere verhoudingen zijn mogelijk, zoals 1:4

## Nevenbetekenis
De term diminutie komt ook voor om aan te geven dat een melodie of thema met steeds snellere notenwaarden wordt omspeeld, hetgeen een spanningverhogend of virtuoos effect heeft (de muziek wordt beweeglijker), zoals: